# Tasburgh
Tasburgh is een civil parish in het bestuurlijke gebied South Norfolk, in het Engelse graafschap Norfolk met 1149 inwoners.

## Geschiedenis
In het noordwesten van het dorp bevinden zich de restanten van een fort dat mogelijk uit de IJzertijd stamt, maar ook recenter zou kunnen zijn. De huidige A140 volgt het tracé van een door de Romeinen aangelegde weg naar de destijds belangrijke marktplaats Caistor St. Edmund.
De kerk van St Mary dateert vermoedelijk van circa 1050 en staat op de plaats van het vroegere fort.
In 1086 wordt het dorp voor het eerst genoemd, als "Taseburc", in het Domesday Book. Het is genoemd naar de Tas, een rivier die langs het dorp stroomt.